# Аэрне, Фергас
Лесли Фергас Патрик Аэрне (англ. Leslie Fergus Patrick Aherne, родился 16 марта 1963 в Корке) — ирландский регбист и регбийный тренер.

## Биография
Занимался регби на школьном и университетском уровне (в Колледже Христианских братьев и Ирландском национальном университете в Корке), карьеру начинал в команде «Долфин» из Корка. Продолжал карьеру в клубе «Лэнсдаун», капитан клуба в сезонах 1992/1993 и 1994/1995.
За сборную Ирландии выступал с 1988 по 1992 годы, сыграв 16 встреч (4 победы и 12 поражений). Дебют состоялся в матче против Англии. Участник Кубков пяти наций 1990 и 1992 годов, чемпионата мира 1991 года. Дважды выступал за сборную звёзд «Барбарианс» в 1989 году.
Карьеру завершил в 1996 году. В настоящее время работает экономистом и тренером команды «Лэнсдаун» среди детей не старше 13 лет.